# Krutenke, Holovanivsk
Krutenke (în ucraineană Крутеньке) este o comună în raionul Holovanivsk, regiunea Kirovohrad, Ucraina, formată numai din satul de reședință.

## Demografie
Componența lingvistică a comunei Krutenke
     Ucraineană (99,16%)
     Alte limbi (0,7%)
Conform recensământului din 2001, majoritatea populației comunei Krutenke era vorbitoare de ucraineană (99,16%), existând în minoritate și vorbitori de alte limbi.